# Euplexaura erecta
Euplexaura erecta is een zachte koraalsoort uit de familie Plexauridae. De koraalsoort komt uit het geslacht Euplexaura. Euplexaura erecta werd in 1908 voor het eerst wetenschappelijk beschreven door Kükenthal. 